# Simulium yonakuniense
Simulium yonakuniense är en tvåvingeart som beskrevs av Takaoka 1972. Simulium yonakuniense ingår i släktet Simulium och familjen knott. Inga underarter finns listade i Catalogue of Life.